# オーベルディースバッハ城
オーベルディースバッハ城（オーベルディースバッハじょう、ドイツ語: Schloss Oberdiessbach、「Neus Schloss」とも）は、スイス連邦のベルン州オーベルディースバッハにある城郭であり、スイス連邦の重要文化財である。

## 歴史
オーベルディースバッハの町（1870年まではディースバッハとして知られる）は中世後期におけるディースバッハの領土の中心地であった。ファルケンフルのディースバーグという地域にあった最初の城はこの町の上方に建てられたが、1331年に破壊された。1546年、ニクラウス・ヴァン・ディーズバッハ（Niklaus von Diesbach）がこの町の近くにある渓谷にAlt Schloss（英語名: Old Castle）を建てた。1666年、アルブレヒト・ヴァン・ヴァッテンヴィル（Albrecht von Wattenwyl）のためのNeue Schlossもしくはニュー・キャッスル（New Castle）の建設が始まった。アルブレヒト・ヴァン・ヴァッテンヴィルはフランス王に雇用されたスイス傭兵司令官となった。つまり、彼はフランスにおける後期ルネサンス様式の城を建てさせたのである。城はドイツのノイエンブルグ出身の建築家であるヨハス・ファーベ（Johas Farve）の手で建てられた。1668年に城の初期工事が終了した後、城の外装は殆どの場合変化がないままであった。主たる大幅な変化はゲートハウスが刑務所に変更された1720年頃と庭園がイギリス式庭園に模様替えされた1850年代に発生した。庭園はバロック建築様式の庭園に変更される2005年までイギリス式庭園であり続けた。

## 今日の城郭
今日、オーベルディースバッハ城はヴァッテンヴィル家の邸宅のままである。団体は事前予告で4月から10月まで城を見学できるかもしれない。城の幾つかの部屋と庭園は催し物で借りることが可能である。毎年7月になるとキャッスル・ジャズ・フェスティバル（Castle Jazz Festival）の一環として、城の庭園で数件のジャズ・コンサートが開かれる。城は75ヘクタール (190エーカー)の広さがある作業農場に囲まれている。